# Roberto Bacuri
Roberto Batista de Paula Filho (São Paulo, 3 de setembro de 1952), mais conhecido como Roberto Bacuri ou simplesmente Bacuri, é um ex-futebolista brasileiro que jogava como volante. É o 14º maior artilheiro do Paysandu, com 78 gols, chegando a estar entre os dez primeiros. Destacou-se exatamente pelo número alto de gols para a sua posição, mais recuada, além de um futebol vistoso no meio-campo. Foi o grande ídolo do clube ao longo da década de 1970.

## Carreira

### Início
Formado nas categorias de base da Portuguesa, subiu rapidamente ao time de aspirantes da "Lusa", sendo campeão estadual da categoria em 1973. Porém, não conseguia ser promovido à equipe adulta, cujo forte elenco venceria o estadual de 1973 - o terceiro e último da história do clube.
Roberto chegou a receber propostas do futebol francês, não efetivadas sob promessa de que logo teria oportunidades no elenco principal. Elas não vieram e o jogador foi emprestado inicialmente ao Operário de Campo Grande, ainda em 1973. Em 1974, o Paysandu passou a ser treinado pelo paulista João Avelino "71", que recomendou a contratação da promessa rubroverde.
Foi o próprio Avelino quem criou-lhe o apelido de bacuri, fruta típica do Pará, para Roberto, como o jogador era até então conhecido; em função do tamanho diminuto, já tinha apelido similar de bacurau, que influenciou na nova alcunha, criada também para diferencia-lo do atacante Roberto - que na mesma época já tinha renome local como ídolo do rival Remo. Em 2015, Bacuri relembrou que "eu nem sabia o que era bacuri, nunca tinha visto antes sequer uma fruta, até que o Omar chegou a casa um dia com um bacuri e uma faca e eu fui abrir igual a uma laranja e ele ficou rindo de mim".
O empréstimo de Bacuri visaria apenas o Brasileirão de 1974, onde destacou-se na boa campanha alviazul, encerrada já na fase semifinal. Uma das partidas mais recordadas da campanha nacional foi justamente um clássico Re-Pa, encerrando em 0-0 no estádio rival. Foi o primeiro clássico de Roberto Bacuri e terminou em drama: o árbitro Romualdo Arppi Filho hesitou em confirmar um gol que daria a vitória aos visitantes, apesar da validação do bandeirinha. Bacuri teria sido um dos alviazuis mais revoltados, visto como um dos que mais teriam insuflado a invasão de campo que se sucedeu - em confusão cada vez mais generalizada, a incluir quatro torcedores baleados, embora sem vítimas fatais. O jornal A Província estampou em sua manchete que "Bala acabou com o Re-Pa". O placar foi confirmado em 0-0 horas depois do encerramento forçado.
Bacuri agradou no novo clube e terminou adquirido em definitivo, participando também do estadual daquele ano, realizado no segundo semestre. Em outro 0-0, fora de casa, em 12 de outubro, ele e colegas garantiram o primeiro turno, mas adiante o arquirrival terminou campeão. Foi um período em que o Remo venceu em três anos seguidos a competição, mantendo-se invicto na rivalidade, acumulando 23 Re-Pas seguidos sem perder entre 1973 e 1976 - a maior sequência invicta no duelo até a década de 1990.

### A grande fase
O tabu foi encerrado em 31 de março de 1976, em vitória por 3-1 dentro do estádio remista na qual Bacuri marcou dois gols, em partida válida pela Taça Cidade de Belém. Ela foi marcada por diversas confusões; chegou a haver interrupção de vinte minutos e seis azulinos foram expulsos, assim como dois jogadores alviazuis e seu treinador, Juan Álvarez. Com a vitória, o "Papão" faturou de forma invicta o torneio.
O Paysandu emendou outros cinco clássicos invictos após aquele. No primeiro deles, em amistoso em 21 de abril, ganhou, novamente no estádio azulino, com um gol contra de Aderson, em lance protagonizado por Bacuri: ele cabeceou a bola na trave, e na sequência ela rebateu no adversário e entrou - no último minuto. A jogada de "sorte" foi uma das mais recordadas em meio à ótima fase que Bacuri viveu no ano, marcada por outros gols aparentemente casuais, algo que ele refutou em entrevista na época à revista Placar: "sorte coisa nenhuma. Quando a gente está bem fisicamente, tudo dá certo. O negócio é batalhar e insistir, que os gols acabam saindo". Dias depois, em 1 de maio, Bacuri estreou pela seleção paraense, que não se reunia desde 1971. Em amistoso contra a seleção amazonense, marcou um dos gols de vitória por 2-0, comemorada com gritos de "olé" nos minutos finais.
Neste embalo, o Paysandu obteve adiante também o estadual de 1976, em nova campanha invicta. Nela, Bacuri voltou a marcar no Re-Pa, na vitória por 2-0 que deu ao "Papão" o primeiro turno, em outro triunfo no campo rival. Na final do segundo turno, chegou a ser expulso, mas os colegas triunfaram na decisão por pênaltis. Bacuri foi personagem de destaque também nos clássicos com a Tuna: marcou gols em três, em dois empates em 1-1, no primeiro e no terceiro turno, e na decisão do terceiro turno, vencida por 1-0 sobre os cruzmaltinos - após outra vitória prévia no Re-Pa, este por W.O. do principal rival. Naquele ano, o "Papão" chegou a acumular uma invencibilidade de 31 partidas. Foram ao todo seis gols de Bacuri na campanha, terminando na vice-artilharia do elenco alviazul.
O título de 1976, porém, seria o único do clube entre 1972 e 1980, com o Remo obtendo um novo tricampeonato entre 1977 e 1979. Em 1977, chegou a marcar duas vezes no Re-Pa, em 1-1 pelo Torneio Pará-Maranhão e na vitória de 4-1, na casa rival, pela Taça Cidade de Belém. Em 1978, marcou um dos gols na vitória por 4-0 da seleção do Pará sobre a seleção uruguaia juvenil, na inauguração oficial do Mangueirão.
Em 1979, Roberto Bacuri tornou-se o primeiro jogador do Paysandu a marcar três gols em uma mesma partida do Brasileirão, em vitória por 4-2 sobre o Botafogo da Paraíba. Ao fim do ano, marcou um dos gols em vitória por 2-1 no Re-Pa, a dar ao "Papão" o título do terceiro turno do estadual daquele ano. Embalados com a contratação de Dadá Maravilha no decorrer da competição, os alviazuis venceram o terceiro e o quarto turnos, após o rival ter vencido os dois primeiros. Bacuri fez 17 gols na campanha, e o veterano Dario, 16. Porém, na finalíssima o time terminou derrotado pelo Remo, resultado que rendeu críticas ao desempenho de Bacuri.

### Fim precoce
Bacuri, que jamais havia sido oficialmente profissionalizado (sendo remunerado apenas por luvas e chegando a receber menos que coadjuvantes embora fosse um dos destaques do clube), resolveu ir em 1980 ao Ceará, onde foi enfim profissionalizado. No primeiro semestre, participou do Brasileirão daquele ano, marcando um gol no empate em 3-3 com o São Paulo. Permaneceu no Nordeste no segundo semestre, defendeu o América de Natal no campeonato potiguar de 1980, onde seu clube terminou campeão.
Em paralelo, o campeonato paraense de 1980 desenrolou-se a princípio favoravelmente à Tuna Luso, campeã dos dois primeiros turnos enquanto os alviazuis trocavam constantemente de treinador. João Avelino "71" reassumiu a equipe para os últimos dez jogos. Avelino ordenou o retorno de Bacuri, que, já profissionalizado, impôs-se nas negociações. Reestreou já no terceiro turno. O clube iniciou boa fase, garantindo o turno com antecipação em vitória por 5-0 sobre o Izabelense. Foi o único gol de Bacuri na campanha (onde revezou-se com Patrulheiro na titularidade), na qual a produção maior de gols ficou sob outro reforço da reta final, Chico Spina. Adiante, o "Papão" confirmou o título nas finais com a Tuna.
Em 1981, ele aceitou oferta do interior baiano e foi defender o Itabuna na Taça de Prata do Brasileirão, mas sofreu com três meses de salários atrasados. Voltou ao Paysandu, que já não era treinado por Avelino, cujo substituto exigiu que Bacuri se sujeitasse a testes. Ele recusou e, com a recusa do clube em vender seu passe ao rival Remo, Bacuri preferiu encerrar precocemente a carreira, não chegando a participar do título paraense daquele ano.
Tornou-se recluso do meio futebolístico, passando a residir no interior paraense, em Bragança, administrando uma pizzaria local. Segue como 14º maior artilheiro do Paysandu, com 78 gols. Quando parou, era o nono maior; foi depois superado por Cabinho (quinto maior, com 127 ao longo da década de 1980), Zé Augusto (sétimo maior, com 118 entre as décadas de 1990 e a de 2010), Edil Highlander (décimo maior, com 95 entre as décadas de 1980 e de 2000), Robgol (11º maior, com 91 na década de 2000) e o ex-colega Patrulheiro, que fez um a mais até deixar o clube em 1986.

## Títulos

### Portuguesa
- Campeonato Paulista de Aspirantes: 1972

### Paysandu
- Campeonato Paraense: 1976,  1980

### América de Natal
- Campeonato Potiguar: 1980